# Marcellus (Washington)
Marcellus az Amerikai Egyesült Államok északnyugati részén, Washington állam Adams megyéjében elhelyezkedő önkormányzat nélküli település.
Marcellus postahivatala 1911 és 1926 között működött. A település nevének eredete vitatott.

## Fordítás
- Ez a szócikk részben vagy egészben  a   Marcellus, Washington című angol Wikipédia-szócikk ezen változatának fordításán alapul.  Az eredeti cikk szerkesztőit annak laptörténete sorolja fel. Ez a jelzés csupán a megfogalmazás eredetét és a szerzői jogokat jelzi, nem szolgál a cikkben szereplő információk forrásmegjelöléseként.